# كرسول برقياني
كرسول برقياني (الاسم العلمي:Crassula bergioides) هو نوع نباتي يتبع جنس الكرسول من فصيلة الكرسولية.